# Makhado
Makhado (officieel Makhado Local Municipality) is een gemeente in het Zuid-Afrikaanse district Vhembe.
Makhado ligt in de provincie Limpopo en telt 516.031 inwoners.

## Hoofdplaatsen
Het nationaal instituut voor de statistiek, Stats SA, deelt sinds de census 2011 deze gemeente in in 144 zogenaamde hoofdplaatsen (main place):
15 South African Military base/15 SAI • Afton • Buisdorp • Bungeni • Chavani • DeHoop • Divhani • Dolidoli • Dzanani • Elim • Gaarside • Goedverwacht • HaDavhana • Hakutama • Ha-Mamphagi • Ha-Mapila • HaMashamba • HaMashau • Ha-Mashau • Ha-Matidza • Ha-Matsa • HaMatsila • Ha-Mphaila • Ha-Muila A • Ha-Muila B • Hanani • HaNesengani • Ha-Nthabalala • Ha-Rabali • Hlanganani • Honingfontein • KaBungeni • KaMajosi • Kharivhe • Khomanani • Khomela • Khunda • Kurhuleni • Kutama • Levubu • Lugungulo • Luvhalani • Maangani • Mabirimisa • Mabvuka Jazz • Madangani • Madazhi • Maduwa • Magobo • Maholoni • Maila • Makatu • Makhado • Makhado NU • Makungwi • Makushu • Mamuhoyi • Maname • Mandiwana • Manngo • Manyii • Manyima • Mapakophele • Maranikhwe • Masakona • Masethe • Masia • Matanda • Mathatji • Matsa B • Matshavhawe • Mauluma • Mavhunga • Mawoni • Mpheni • Mpofu • Mudimeli • Mufunzi • Mugivhi • Mukondeni • Mulelu • Mulenga • Mungomani • Murunwa • Musekwa • Muumoni • Muwaweni • Natalie • Njhakanjhaka • Nkanyani • Nkhensani • Nngwekhulu • Nooitgedacht • Nwamatatani • Olifantshoek • Pfananani • Phadzima • Posaito • Ramaru • Ramavhoya • Ribungwani • Salaunavhe • Sane • Sendedza • Shirley • Siloam • Sinthumule • Smokey • Starlight • Themba Luvhilo • Thembisa • Thondoni • Thothololo • Thovhalas-Kraal • Tiyani • Tshakhuma • Tshamavhudzi • Tshavhalovhedzi • Tshedza • Tshiendeulu • Tshikhudo • Tshikikinini • Tshikumbu • Tshikuwi • Tshilaphala • Tshimbupfe • Tshirenzheni • Tshirolwe • Tshiswenda • Tshitadi • Tshitale • Tshituni A • Tshituni B • Tshitwi • Tshivhade • Tshivhuyuni • Tsianda • Valdezia • Vhulaudzi • Vhutuwa nga Dzebu • Vleifontein • Vuvha A • Vuwani • Vyeboom.